# Long Lost Suitcase
Long Lost Suitcase je 41. studiové album velšského zpěváka Toma Jonese. Vydalo jej v říjnu roku 2015 hudební vydavatelství S-Curve Records a jeho producentem byl Ethan Johns, který se zpěvákem spolupracoval již v minulosti. Album je složené z coververzí písní jiných autorů, mezi které patří například Willie Nelson, Hank Williams a The Rolling Stones. Na albu se podílela například zpěvačka Imelda May.

## Seznam skladeb
1. „Opportunity to Cry“
2. „Honey, Honey“
3. „Take My Love (I Want To Give It)“
4. „Bring It On Home“
5. „Everybody Loves a Train“
6. „Elvis Presley Blues“
7. „He Was a Friend of Mine“
8. „Factory Girl“
9. „I Wish You Would“
10. „'Til My Back Ain't Got No Bone“
11. „Why Don't You Love Me Like You Used to Do“
12. „Tomorrow Night“
13. „Raise a Ruckus“